# San Gregorio nelle Alpi

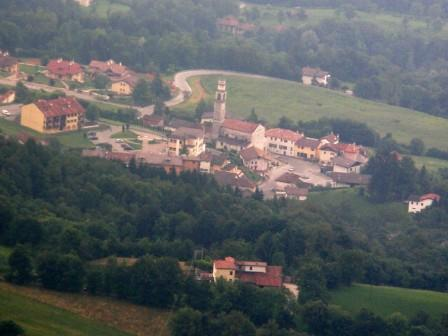
Khung cảnh từ trên cao của đô thị San Gregorio nelle Alpi

San Gregorio nelle Alpi là một đô thị ở tỉnh Belluno trong vùng Veneto, có vị trí cách khoảng 80 km về phía tây bắc của Venice và khoảng 15 km về phía tây của Belluno. Tại thời điểm ngày 31 tháng 12 năm 2004, đô thị này có dân số 1.620 và diện tích 18,9 km².
Đô thị San Gregorio nelle Alpi có các frazioni (các đơn vị trực thuộc, chủ yếu là thôn làng) Velos, Muiach, Roncoi, Donce, Paderno, Alconis, Tassin, Gasnil, Cargnach, Paluch, Cort, Saltoi, Barp, Caval, Paluch, Fumach, Carazzai, and Maserolle.
San Gregorio nelle Alpi giáp các đô thị: Cesiomaggiore, Santa Giustina, Sospirolo.